# Patricia du Roy de Blicquy
Patricia du Roy de Blicquy (Bruxelles, 7 ottobre 1944) è un'ex sciatrice alpina belga.

## Biografia
Patricia du Roy de Blicquy proviene da una famiglia nobiliare belga e imparò a sciare a Sankt Anton am Arlberg, in Austria, sotto la guida di Toni Spiss; fu la prima sciatrice alpina belga di caratura internazionale e per svolgere la sua attività agonistica si appoggiò alla Federazione sciistica della Francia. Sciatrice polivalente, debuttò in campo internazionale in occasione del trofeo Hahnenkamm 1960 (Kitzbühel, 15-17 gennaio), dove si classificò 72ª nella discesa libera; ai Mondiali di Chamonix 1962 (10-18 febbraio), suo esordio iridato, nella medesima specialità si piazzò 6ª e al Gornergrat Derby dello stesso anno (Zermatt, 18 marzo) fu 3ª.
Ai IX Giochi olimpici invernali di Innsbruck 1964 (29 gennaio-9 febbraio), sua unica presenza olimpica, si classificò 13ª nella discesa libera, 17ª nello slalom gigante, 8ª nello slalom speciale e 10ª nella combinata, disputata in sede olimpica ma valida solo ai fini dei Mondiali 1964. Nella stagione 1965-1966 vinse lo slalom speciale del Criterium de la première neige (Val-d'Isère, 15-19 dicembre), si piazzò 3ª nello slalom gigante e nella combinata della High Sierra Cup (Heavenly Valley, 1-3 aprile) e chiuse la sua carriera agonistica ai Mondiali di Portillo 1966, dove fu 25ª nella discesa libera, 25ª nello slalom gigante, 26ª nello slalom speciale e 11ª nella combinata.

## Palmarès

### Classiche
Criterium de la première neige
- 1 vittoria (slalom speciale a Val-d'Isère 1965)